# Steve Paproski
Steve Eugene Paproski (* 23. September 1928 in Lwów, Polen; † 3. Dezember 1993) war ein kanadischer Rechtsanwalt und Politiker der Progressiv-konservativen Partei (PC), der 25 Jahre lang Mitglied des Unterhauses war. Zwischen 1979 und 1980 war er Staatsminister im 21. kanadischen Kabinett von Premierminister Joe Clark. Paproski war zwischen 1949 und 1954 als Lineman professioneller Canadian-Football-Spieler bei den Edmonton Eskimos des Canadian Football Council.

## Leben
Paproski stammte aus polnischen Einwandererfamilie und war zwischen 1949 und 1954 als Lineman professioneller Canadian Football-Spieler bei den Edmonton Eskimos des Canadian Football Council. Später war er als Wirtschaftsmanager und Unternehmer tätig.
Bei der Wahl vom 25. Juni 1968 wurde Paproski als Kandidat der Progressiv-konservativen Partei (PC) erstmals zum Mitglied in das Unterhaus gewählt und vertrat dort zunächst den Wahlkreis Edmonton Centre beziehungsweise seit der Wahl vom 22. Mai 1979 bis zu seinem Ausscheiden aus dem Parlament am 24. Oktober 1993 den Wahlkreis Edmonton North. Er gehörte damit mehr als 25 Jahre dem Unterhaus als Mitglied an. Zu Beginn seiner Parlamentszugehörigkeit war er zunächst zwischen 1969 und 1970 Sprecher der PC-Fraktion für Beschäftigung und Einwanderung und von 1971 bis 1972 Sprecher der Opposition für den Schatzamtsausschuss.
Danach war er vom 24. Oktober 1973 bis zum 30. März 1976 zuerst stellvertretender Parlamentarischer Geschäftsführer (Deputy Whip) und im Anschluss bis 1978 Parlamentarischer Geschäftsführer der PC-Fraktion und als solcher Chief Opposition Whip seiner Partei im Unterhaus.
Am 4. Juni 1979 wurde er von Premierminister Joe Clark als Staatsminister mit der besonderen Verantwortung für Multikulturalismus sowie als Staatsminister mit der besonderen Verantwortung für Fitness und Amateursport in das 21. Kabinett Kanadas berufen, dem er bis zum Ende von Clarks Amtszeit am 2. März 1980 angehörte. 
Nach der Niederlage bei der Unterhauswahl vom 18. Februar 1980 fungierte Paproski von April 1980 bis September 1983 als Oppositionssprecher für Multikulturalismus sowie danach zwischen September 1983 und November 1984 als Sprecher seiner Fraktion für Fitness und Amateursport. Danach war er vom 5. November 1984 bis zum 8. September 1993 stellvertretender Vorsitzender des sogenannten Committee of the Whole, ein Gesamtausschuss des Unterhauses, das sich vorwiegenden mit haushaltsrechtlichen Gesetzen befasst oder zur Beschleunigung von Gesetzgebungsverfahren einberufen wird. Zugleich war er vom 30. September 1986 bis zum 1. Oktober 1988 Vorsitzender eines speziellen Gesetzgebungsausschusses.

## Hintergrundliteratur
- Tom Earle: The Honorable Steve Paproski. Interview, Ottawa, Library of Parliament, 1989